# GlobalMedic
GlobalMedic — гуманитарная неправительственная организация, оперативное подразделение канадской благотворительной организации David McAntony Gibson Foundation (DMGF). Она занимается предупреждением и помощью в ликвидации последствий чрезвычайных ситуаций (от стихийных бедствий до крупномасштабных катастроф) по всему миру, а также осуществляет ряд гуманитарных программ по строительству в постконфликтных странах. Американский еженедельный журнал Time признал GlobalMedic в 2010 году одной из ста наиболее влиятельных организаций. Рахул Сингх, парамедик из Торонто, основал David McAntony Gibson Foundation в 1998 году в память о лучшем друге, который погиб в том же году. 

## Происхождение и обучение волонтёров

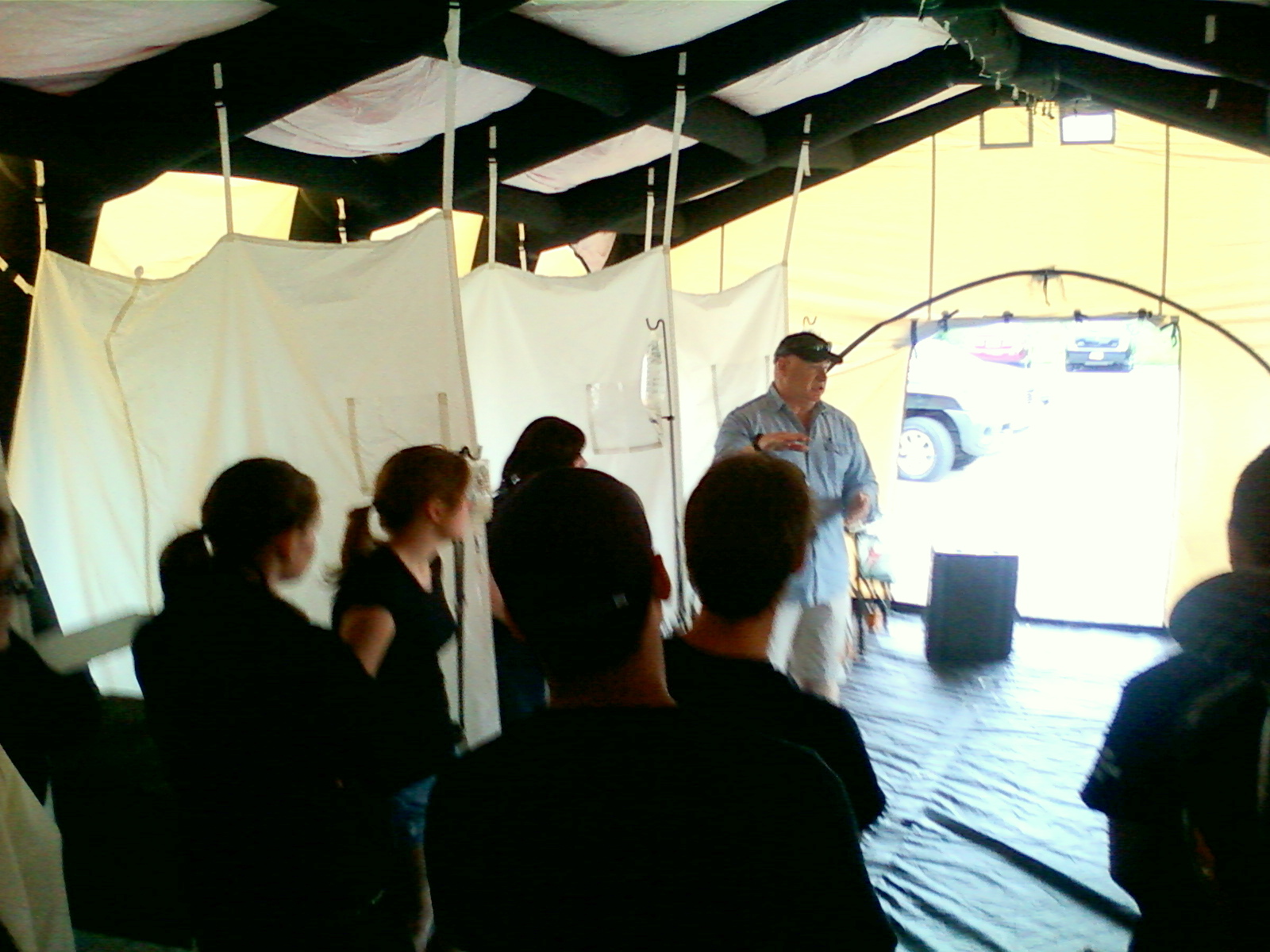
Стажеры на уроке внутри надувного полевого госпиталя, июнь 2011 года.

Рахул Сингх, парамедик из Торонто, основал организацию GlobalMedic в 1998 году, увидев неэффективность и расточительность усилий по оказанию помощи в Непале. Сингх путешествовал по стране, когда катастрофические муссонные ливни вызвали многочисленные оползни, в результате чего было разрушено несколько деревень. Сингх позже отметил в интервью, что «все усилия по оказанию помощи были неэффективны. Я решил что-то сделать, чтобы обеспечить эффективную и немедленную помощь людям, подвергшимся воздействию стихии. После возвращения в Канаду, я основал GlobalMedic».
GlobalMedic позже решила проводить ежегодные учебные тренировки недалеко от своей штаб-квартиры в Торонто и в нескольких других местах по всей Канаде. Туда приглашают медиков, полицейских и других людей из профессиональных спасательных служб. Тренировки обычно собирают группы стажеров, получающих несколько лекций и демонстраций, а также обычно включают в себя опыт работы с различным медицинским оборудованием и системами очистки воды, которые используются в работе. Большие палатки передвижных госпиталей могут быть развернуты в считанные минуты после прибытия в зону бедствия, что позволяет медикам сосредоточиться на неотложной медицинской помощи. К июню 2011 года около 120 человек приняли участие в ежегодном обучении GlobalMedic рядом со штаб-квартирой в Торонто, посещаемость выросла примерно на 150 стажеров в 2013 году. Также проводится ряд других тренингов.

## Деятельность

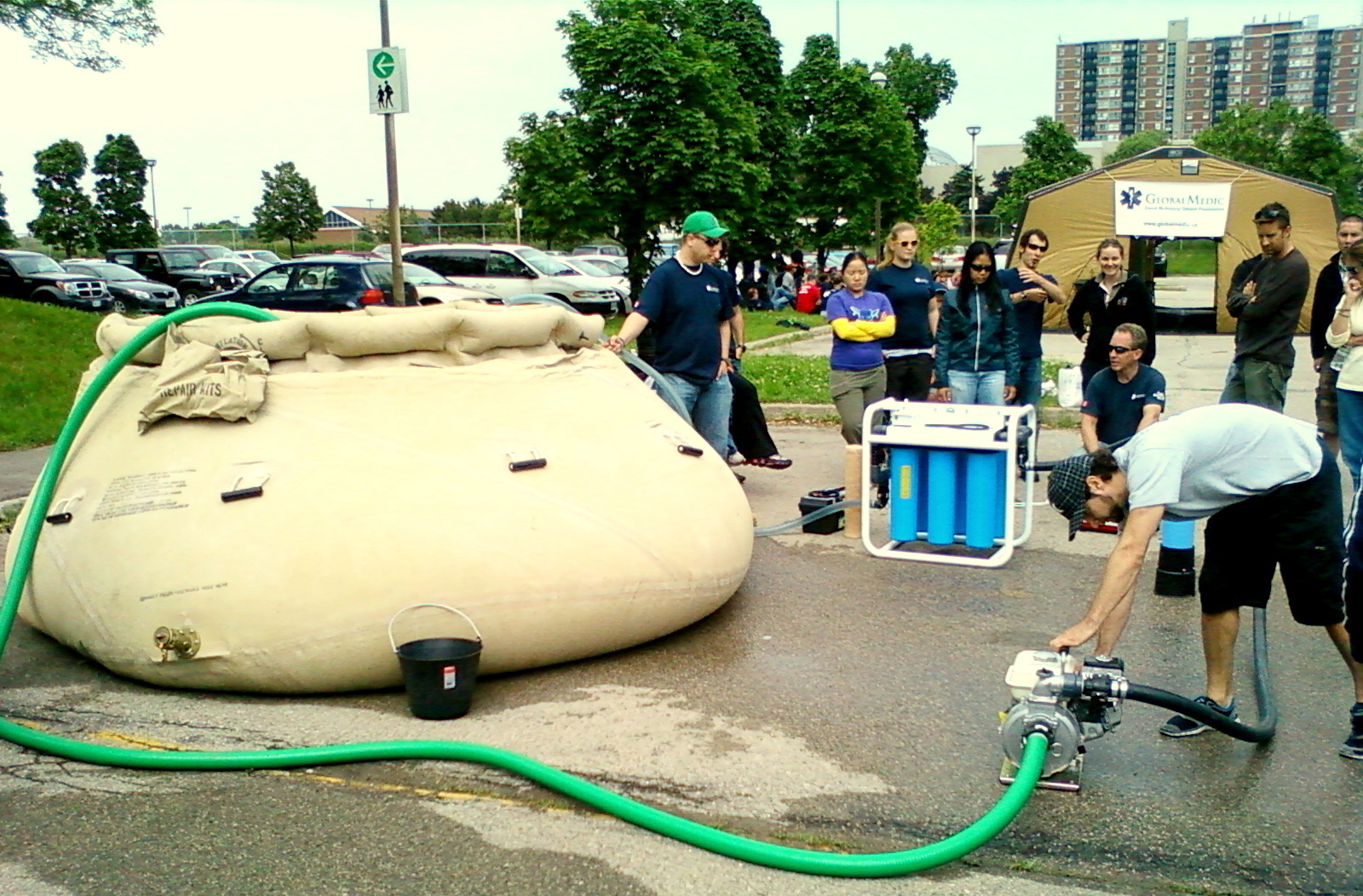
Стажёры учатся собирать и эксплуатировать систему очистки воды (синий блок), способную производить 100 литров очищенной питьевой воды в минуту

Добровольцы GlobalMedic формируют команды быстрого реагирования (RRTS), которые помогают жертвам стихийных бедствий; команды очистки воды (WPU), предназначенные для обеспечения жителей чистой питьевой водой; медицинские команды (EMU), которые используют надувные полевые госпитали для создания медицинской инфраструктуры. С 2004 года команды GlobalMedic работали в более чем 60 гуманитарных катастрофах по всему миру. Они помогали людям, пострадавшим от ураганов в Гренаде и Гватемале; землетрясений в Пакистане, Индонезии, Перу, Гаити и Японии; цунами в Шри-Ланке, на Соломоновых островах и Японии; тайфунов на Филиппинах; наводнений в Пакистане, Бангладеш, Мексике, Судане, Сомали и Индии; чрезвычайных ситуаций в секторе Ливии и Сомали.
Развёрнутые полевые госпитали и клиники с добровольцами способны принимать сотни пациентов в день. Организация также пришла к выводу, что она может еще больше помочь пострадавшим от стихийных бедствий путём предотвращения заболеваний, распространяющихся из-за неочищенной воды, таких как брюшной тиф и дизентерия. Такие эпидемии могут происходить после землетрясений, которые повреждают муниципальные или региональные очистные сооружения; а также как следствие серьёзных ураганов, тайфунов и муссонов, которые наполняют большие земельные участки мутной, загрязнённой водой. Организация и её волонтёры работают, чтобы помочь предотвратить вторичные эпидемии, используя обеззараживающие таблетки и портативное оборудование очистки воды, которые могут сделать даже полностью загрязнённые источники воды безопасными для человека. Это достигается с помощью различных методов, в том числе фильтрующего материала, коагуляции, химической дезинфекции и применения ультрафиолетового света, который разрушает генетический код почти всех микроорганизмов.